# Vanesa Rial
Ana Vanesa Rial López (Boiro, 1 de marzo de 1982) es una exjugadora  y entrenadora de rugby gallega, que fue olímpica en Río 2016.

## Trayectoria
Estudió Ciencias del Deporte en la Universidad de La Coruña, y trabaja como profesora de educación física en el IES Eduardo Blanco Amor de Culleredo. 
Jugadora de balonmano en su juventud, entró en contacto con el rugby en sus años universitarios.  Como jugadora perteneció al CRAT de La Coruña, campeona de España en 2015,  e internacional con la Selección Nacional Femenina de España . Participó en los Juegos Olímpicos de Río de Janeiro en 2016 . 
En 2017 participó en el Copa Mundial Femenina de Rugby, pero una lesión acabó con su carrera deportiva como jugadora.
Vanesa Rial disputó 30 partidos con la Selección femenina de rugby de España. Vanesa debutó con la Selección Española de Rugby Femenina el 10 de febrero de 2008 en un partido contra Inglaterra. Disputó 183 partidos en total con España de rugby 7.